# Йосу
Йосу (кор.  여수시 ,  丽水 市, Yeosu-si) — місто в провінції Чолла-Намдо, Південна Корея. 
Розташоване на півдні Корейського півострова на узбережжі Корейської протоки. У 2012 році в Йосу пройшла Всесвітня виставка.

## Географія
Йосу розташований на крайньому півдні країни на узбережжі Корейської протоки. Межує з Намхе на сході і півночі, з Кохином на заході і з Сунчхоном на півночі-заході. Територія міста включає більше 300 дрібних островів, з яких лише 45 мають постійне населення. Довжина берегової лінії — 906 кілометрів.

### Клімат
Місто знаходиться у зоні, котра характеризується вологим субтропічним кліматом. Найтепліший місяць — серпень із середньою температурою 26.1 °C (79 °F). Найхолодніший місяць — січень, із середньою температурою 2.2 °С (36 °F).
| Клімат Йосу                               | Клімат Йосу | Клімат Йосу | Клімат Йосу | Клімат Йосу | Клімат Йосу | Клімат Йосу | Клімат Йосу | Клімат Йосу | Клімат Йосу | Клімат Йосу | Клімат Йосу | Клімат Йосу | Клімат Йосу |
| Показник                                  | Січ.        | Лют.        | Бер.        | Квіт.       | Трав.       | Черв.       | Лип.        | Серп.       | Вер.        | Жовт.       | Лист.       | Груд.       | Рік         |
| Абсолютний максимум, °C                   | 17          | 17          | 21          | 23          | 28          | 30          | 35          | 34          | 31          | 27          | 25          | 22          | 35          |
| Середній максимум, °C                     | 5           | 6           | 11          | 16          | 20          | 23          | 26          | 28          | 25          | 20          | 13          | 8           | 17          |
| Середня температура, °C                   | 2           | 3           | 7           | 13          | 17          | 21          | 24          | 26          | 22          | 17          | 11          | 5           | 14          |
| Середній мінімум, °C                      | 0           | 0           | 4           | 10          | 14          | 18          | 22          | 23          | 19          | 13          | 7           | 2           | 11          |
| Абсолютний мінімум, °C                    | −9          | −11         | −7          | 0           | 7           | 12          | 16          | 16          | 12          | 3           | −2          | −10         | −11         |
| Норма опадів, мм                          | 23          | 39          | 80          | 131         | 144         | 205         | 255         | 212         | 158         | 52          | 46          | 24          | 1369        |
| Днів з опадами                            | 12          | 12          | 13          | 12          | 13          | 14          | 18          | 15          | 14          | 9           | 11          | 10          | 153         |
| Днів з дощем                              | 8           | 9           | 12          | 12          | 13          | 14          | 18          | 15          | 14          | 9           | 10          | 7           | 141         |
| Днів зі снігом                            | 5           | 4           | 1           | 0           | 0           | 0           | 0           | 0           | 0           | 0           | 1           | 3           | 14          |
| ----------------------------------------- | ----------- | ----------- | ----------- | ----------- | ----------- | ----------- | ----------- | ----------- | ----------- | ----------- | ----------- | ----------- | ----------- |
| Джерело: Weatherbase, Weatherbase (опади) |             |             |             |             |             |             |             |             |             |             |             |             |             |

## Історія
Традиційно на території сучасного Йосу розташовувалися рибальські села, а також військово-морські бази середньовічної Кореї. В епоху держави Пекче (VI століття) ця земля була поділена між двома районами: Вончхоном (Вончхонхеном) і Тольсаном (Тольсанхеном), які після об'єднання Корейського півострова під владою держави Сілла були перейменовані в Хеип (Хеипхен) і Йосано (Йосанхен). До 940 році відноситься перша згадка про Йосу (Йосухен). У 1497 році, в епоху династії Чосон тут була закладена військово-морська база, з якою пов'язане ім'я відомого корейського флотоводця Лі Сунсіна. База Йосу зіграла велику роль у захисті Кореї від японських набігів, у тому числі і під час Імджинської війни. У 1897 році Йосу отримало статус повіту (кун або гун), а в 1949 році з повіту було виділено місто Йосу. У 1998 році повіт і місто об'єдналися, сформувавши сучасне Йосу.

## Адміністративний поділ
Йосу адміністративно ділиться на 1 ип, 6 мен і 20 тон:
| Район      | Хангиль | Площа, км ² | Населення, чол | Внутрішнє розподіл |
| ---------- | ------- | ----------- | -------------- | ------------------ |
| Тольсанип  | 돌산읍  | 71,77       | 14961          | 10 ри              |
| Наммен     | 남면    | 42,34       | 4119           |                    |
| Самсанмен  | 삼산면  | 27,48       | 1043           | 6 ри               |
| Сорамен    | 소라 면 | 60,42       | 9814           | 8 ри               |
| Хваджонмен | 화정 면 | 25,26       | 1471           |                    |
| Хваянмен   | 화양 면 | 70,04       | 7847           |                    |
| Юльчхенмен | 율촌 면 | 46,52       | 9958           |                    |
| Вольходон  | 월호동  |             | 9024           |                    |
| Йосодон    | 여서동  | 2,58        | 20003          |                    |
| Йочхондон  | 여천동  |             | 22613          |                    |
| Кваннімдон | 광림동  |             | 8819           |                    |
| Куктон     | 국동    | 1,53        | 13138          |                    |
| Мандоктон  | 만덕동  |             | 9671           |                    |
| Медодон    | 묘도동  | 11,52       | 1366           |                    |
| Міпхендон  | 미평동  | 3,09        | 14562          |                    |
| Мунсудон   | 문수동  | 2,25        | 22805          |                    |
| Самільдон  | 삼일동  |             | 4965           |                    |
| Сіджондон  | 시전동  |             | 20552          |                    |
| Согандон   | 서강동  |             | 5274           |                    |
| Ссанбондон | 쌍봉동  |             | 35990          |                    |
| Тонмундон  | 동문동  |             | 6351           |                    |
| Тундоктон  | 둔덕동  | 15,81       | 11336          |                    |
| Тегедон    | 대교동  |             | 8328           |                    |
| Халледон   | 한려동  |             | 5247           |                    |
| Чун'андон  | 중앙동  | 0,5         | 6810           |                    |
| Чусамдон   | 주삼동  |             | 9083           |                    |
| Чхунмудон  | 충무동  | 1,35        | 5930           |                    |

## Економіка
Традиційне заняття місцевих жителів — риболовоство, проте бурхливий розвиток південнокорейської економіки дозволило перетворити місто на великий промисловий центр, один з найбільших на півдні країни. Роботи зі створення промислових комплексів почалися наприкінці 1960-х років. Зараз у Йосу знаходиться найбільший в країні нафтохімічний комплекс. Також розвинена чорна металургія і будівництво. На початку XXI століття бурхливо став розвиватися туризм, це сприяло рішенню прийняти в Йосу Всесвітню виставку 2012 року. Почалося будівництво великого туристичного комплексу на півдні міста загальною площею 10 млн м². Згідно з проектом тут повинні розташуватися парк розваг, готелі, поле для гольфу, декілька парків і облаштована набережна. Передбачуваний обсяг інвестицій становить близько 500 млн доларів США.

## Туризм і визначні пам'ятки
В 2012 у в місті проведено Всесвітню виставку. Тема виставки — «Світовий океан і його узбережжя».
Історичні пам'ятки Йосу — це насамперед буддійський храм Хінгокса, закладений в 1195 році. Під час Імджинської війни в храмі знаходився тренувальний табір народного ополчення. Зал Дхарми знаменитий своїми розписами і входить в список Історичної спадщини Кореї під номером 396.
До території міста входить безліч мальовничих островів, куди регулярно проводяться туристичні ексурсії. Найвідоміші острови Йосу — Садо та Комундо.

## Міста-побратими
Міста-побратими і дружні міста Йосу:
- Себу, Філіппіни
- КНР Ханчжоу, Китай
- Японія Карацу, Японія
- США Ньюпорт Біч, США
- США Сікестон, США
- Росія Ваніно, Росія
- КНР Вейхай, Китай
- Порт-оф-Спейн, Тринідад і Тобаго
- Штат Керетаро, Мексика

## Фотогалерея

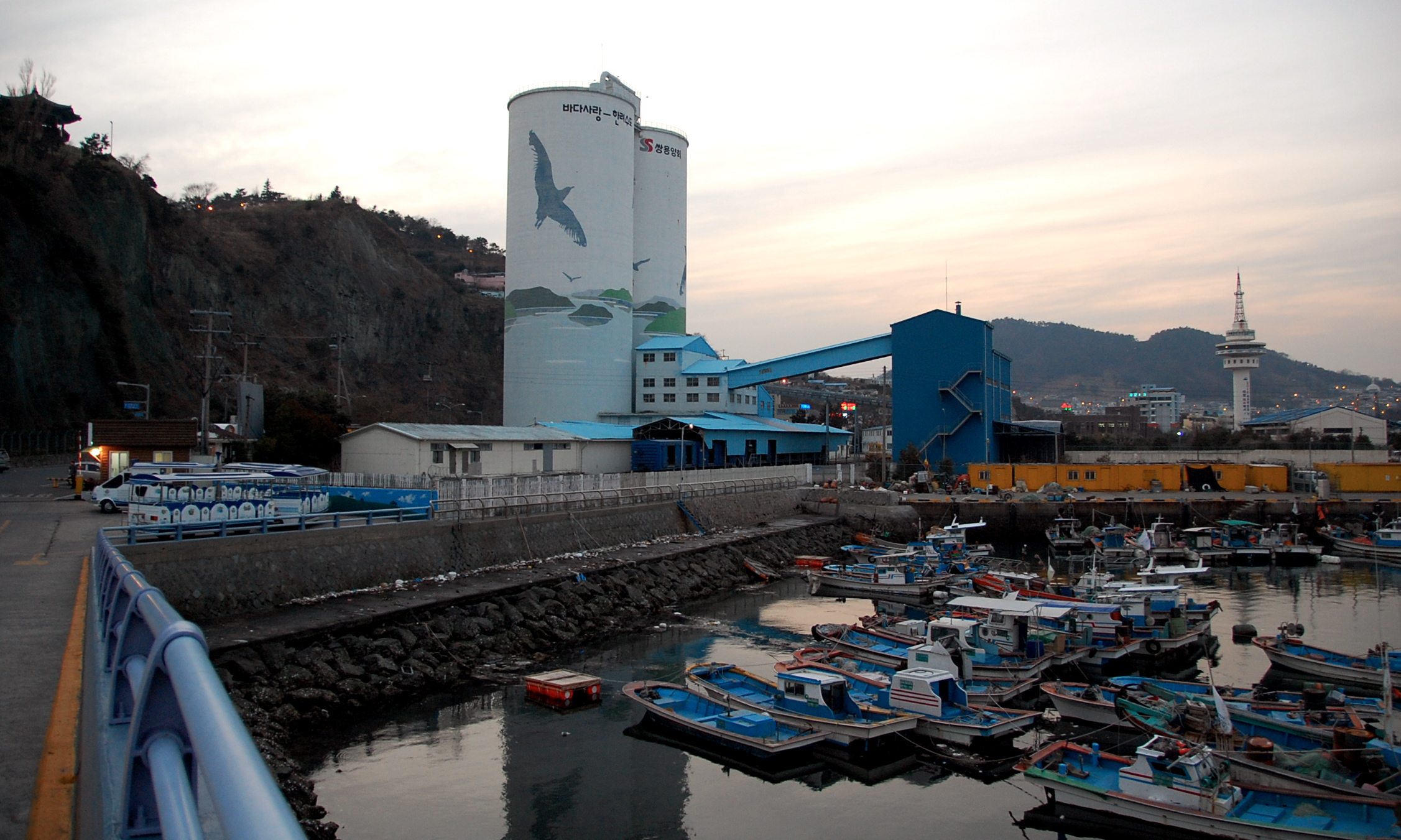
Порт Йосу
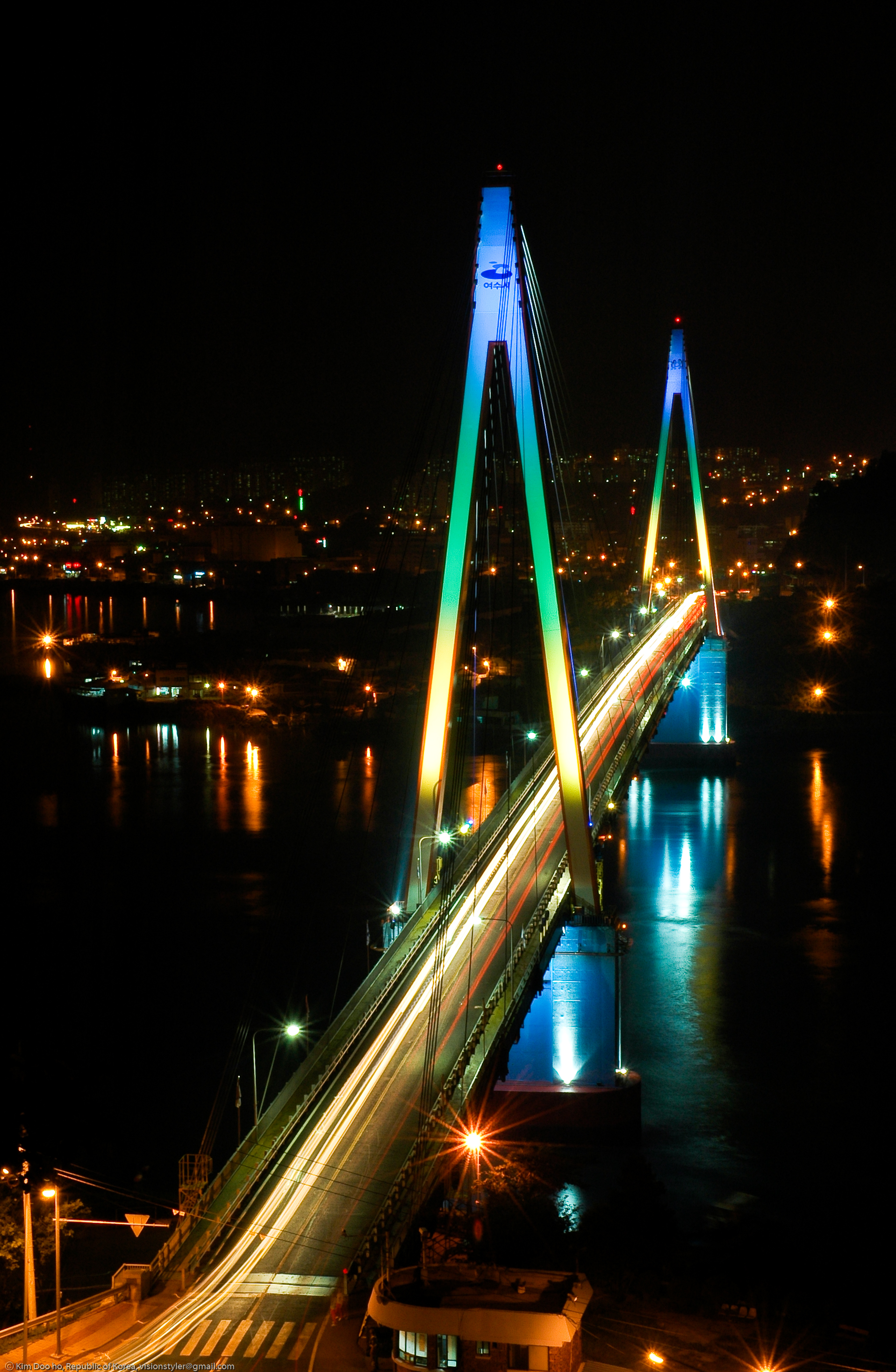
Міст Тольсан в Йосу